# Mikael Egill Ellertsson
Mikael Egill Ellertsson (sinh ngày 11 tháng 3 năm 2002) là một cầu thủ bóng đá chuyên nghiệp người Iceland hiện đang thi đấu ở vị trí tiền vệ cho câu lạc bộ Venezia tại Serie B và Đội tuyển bóng đá quốc gia Iceland.

## Sự nghiệp thi đấu

### Câu lạc bộ

#### SPAL
Mikael Ellertsson ra mắt chuyên nghiệp cho SPAL vào ngày 14 tháng 8 năm 2021, khi vào sân thay cho Moustapha Yabre trong trận thua 2-1 trước Benevento tại Coppa Italia, chỉ vài ngày sau khi ghi được 1 cú đúp trong chiến thắng 5-0 trước Adriese.

#### Spezia
Ngày 30 tháng 8 năm 2021, anh ký bản hợp đồng 5 năm với Spezia; cùng ngày, anh ta chuyển tới SPAL theo dạng cho mượn đến năm 2022.

#### Venezia
Ngày 26 tháng 1 năm 2023, Mikael gia nhập câu lạc bộ Venezia tại Serie B bằng bản hợp đồng kéo dài đến mùa giải 2026–27.

### Quốc tế
Anh ra mắt quốc tế cho Iceland vào ngày 9 tháng 10 năm 2021 trong trận đấu thuộc khuôn khổ Vòng loại giải vô địch bóng đá thế giới 2022 gặp Armenia.

## Thống kê sự nghiệp quốc tế
Tính đến 17 tháng 6 năm 2023
| Đội tuyển quốc gia | Năm       | Trận | Bàn thắng |
| ------------------ | --------- | ---- | --------- |
| Iceland            | 2021      | 4    | 0         |
| Iceland            | 2022      | 6    | 0         |
| Iceland            | 2023      | 3    | 1         |
| Tổng cộng          | Tổng cộng | 13   | 1         |

## Bàn thắng quốc tế
Tỷ số và kết quả liệt kê bàn thắng đầu tiên của Iceland, cột điểm cho biết điểm số sau mỗi bàn thắng của Ellertsson.
| # | Thời gian           | Địa điểm                                     | Đối thủ       | Ghi bàn | Kết quả | Giải đấu                 |
| - | ------------------- | -------------------------------------------- | ------------- | ------- | ------- | ------------------------ |
| 1 | 26 tháng 3 năm 2023 | Sân vận động Rheinpark, Vaduz, Liechtenstein | Liechtenstein | 7–0     | 7–0     | Vòng loại UEFA Euro 2024 |

## Danh hiệu
Iceland
- Cúp Baltic: 2022